# Frida (inslagkrater)
Frida is een inslagkrater op de planeet Venus. Frida werd in 1985 genoemd naar Frida, een Zweedse meisjesnaam.
De krater heeft een diameter van 21,6 kilometer en bevindt zich in het quadrangle Fortuna Tessera (V-2).